# Norfolk
Norfolk es un condado de Inglaterra, en el Reino Unido, con capital en Norwich. Ubicado en la región Este limita al noroeste con el estuario del Wash, al norte y este con el mar del norte, al sur con Suffolk y al oeste con Cambridgeshire y Lincolnshire.
El condado ocupa un área de 5371 km² y su población en el año 2003 era de 810 695 habitantes. El punto más elevado del condado se sitúa en Beacon Hill con una altura de 100 m sobre el nivel del mar. Es el punto más alto del Cromer Ridge formado por viejos glaciares. Aparte de la capital, otras ciudades importantes son King's Lynn y Great Yarmouth. 

## Toponimia
El topónimo en inglés es Norfolk, pronunciado /ˈnɔ:fək/.

## Historia
Existen indicios de que el área estuvo habitada durante la época prehistórica. Se han encontrado algunos restos de la Edad de hierro por todo el condado. En tiempos de la ocupación romana, Norfolk fue un condado agrícola. Numerosas vías romanas atraviesan el condado.
Norfolk y su vecino del sur Suffolk juntos forman la mayor parte del Reino de Estanglia. Los anglos colonizan esta región en el siglo V y posteriormente se convirtieron en "the north folk" (los pueblos del norte) y "the south folk" (los pueblos del sur), de ahí los actuales nombres de "Norfolk" y "Suffolk". 
Entre 1785 y 1786 se realizaron las primeras actividades de aviación civil en Norfolk cuando diversos vuelos con globos aerostáticos partieron desde la ciudad de Quantrell.

## Miembros en el Parlamento
- Richard Bacon (C)
- Henry Bellingham (C)
- Charles Clarke (L)
- Christopher Fraser (C)
- Chloe Smith (C)
- Norman Lamb (LD)
- Keith Simpson (C)
- Anthony David Wright (L)

## Monumentos y lugares de interés
- Catedral de Norwich
- Universidad de East Anglia
- Abadía de Wymondham
- Abadía de Walsingham

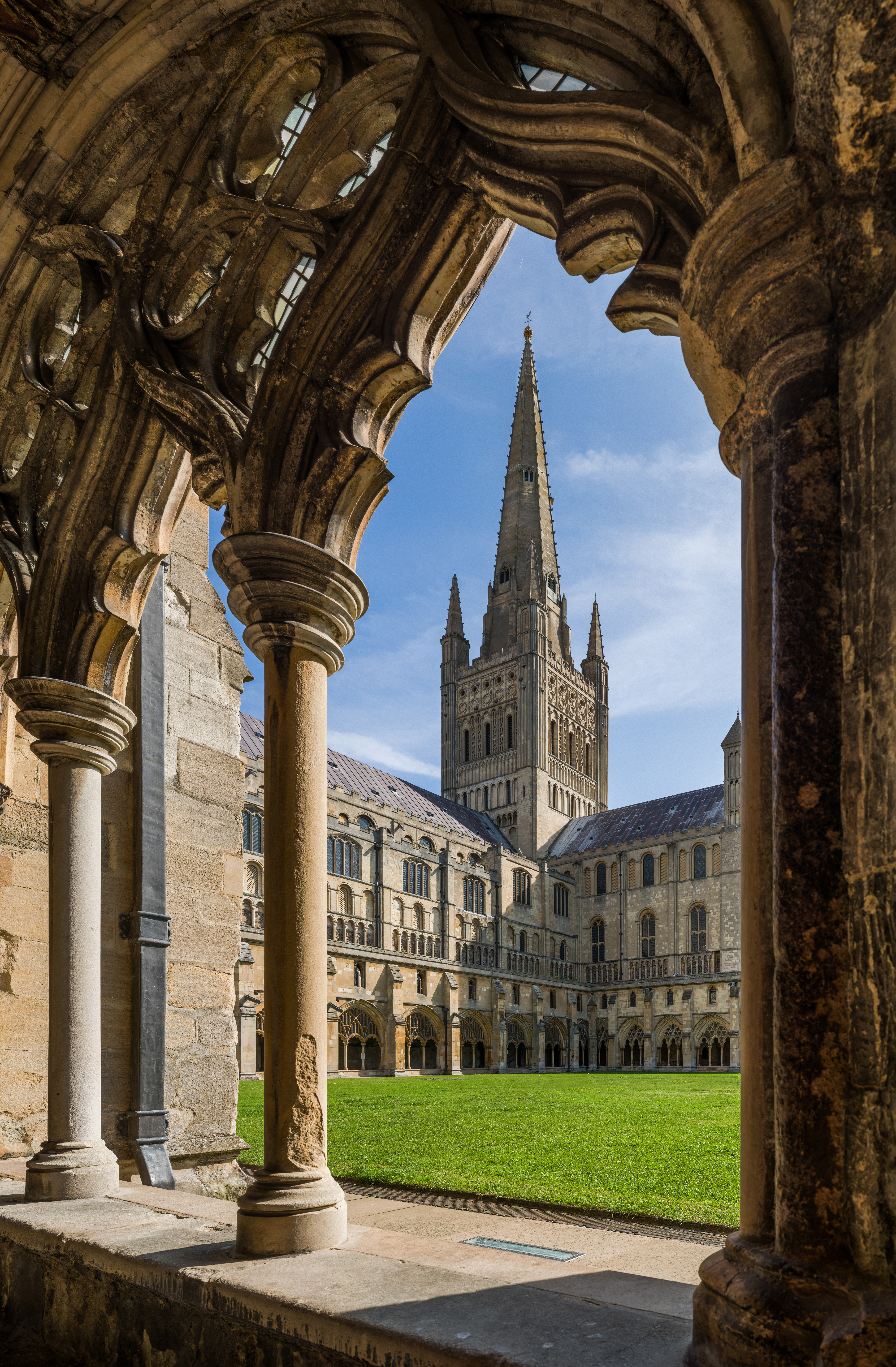
Catedral de Norwich

- Catedral de San Juan Bautista de Norwich
- Circuito de Snetterton
- Palacio Holkham Hall
- Basílica de Nuestra Señora de Walsingham, patrona de Inglaterra